# Міське поселення Кубинка
Міське поселення Кубинка складається з міста Кубинки — місто районного підпорядкування (до 2004 — селище міського типу) в Одинцовському районі Московської області Росії, найбільший населений пункт міського поселення Кубинка. Розташоване за 63 км на захід від центру Москви. Також до складу поселення входить ряд сіл та селищ. Населення за переписом 2010 року становило 26 434 осіб, в 2015 році — 24 460 осіб.

## Символіка
Місто Кубинка має власну символіку — герб та прапор які були ухвалені 24 квітня 2009 року. Основою геральдичних символів міста є зображення срібного кінного вершника в обладунках російського драгуна періоду Французько-російської війни 1812 року.

## Міський округ
До складу міського поселення Кубинка входить ряд селищ та сіл (в дужках кількість населення):
Селище Авіаробітників (34), село Акулово (48), село Анашкіно (9), село Асаково (29), Болтино (21), селище Дубки (360), село Дютьково (7), Єреміно (81), село Капань (20), село Крутіци (79), Кримське (26), село Ляхово (41), село Наро-Осаново (26), село Подлипки (151), Полушкіно (100), село Репище (58), Селище рибкомбінату (250), село Соф'їно (1), село Труфановка (11), село Угрюмово (11), село Хом'яки (19), село Чупряково (1951), село Якшино (2).

## Населення
Зміна чисельності населення за роками:
| Рік  | тис. чол | рік  | тис. чол | рік  | тис. чол | рік  | тис. чол |
| ---- | -------- | ---- | -------- | ---- | -------- | ---- | -------- |
| 1970 | 7,3      | 2001 | 10,0     | 2007 | 26,3     | 2012 | 22,6     |
| 1979 | 8,3      | 2003 | 26,2     | 2008 | 26,3     | 2013 | 22,1     |
| 1989 | 8,0      | 2005 | 26,3     | 2010 | 26,4     |      |          |
| 2000 | 10,1     | 2006 | 26,2     | 2011 | 23,0     |      |          |